# Wilhelmina Drucker-monument
Het Wilhelmina Drucker-monument is een gedenkteken in Amsterdam-Zuid.
Het beeld werd gefinancierd door een inzameling door het "Comité huldeblijk Wilhelmina Drucker". Beeldhouwer Gerrit van der Veen werd ingeschakeld om het beeld te maken. Het bestaat uit drie delen: een (niet zichtbare) betonplaat, een granieten sokkel en een bronzen beeld.

De sokkel bevat een portretreliëf van Drucker aan de voorzijde. Op beide zijkanten is een tekst te lezen:
Vrouwen
 houdt
  de fakkel
  brandende 
  “Evolutie” 
 5 april 1893
 5 december 1925
Door vrede
 vrijheid
 ontwikkeling
 naastenliefde
 Vrije
 Vrouwenvereeniging
 5 october 1889
 5 december 1925
Het beeld is een weergave van de vrouw als vrij mens. Dit deel vermeldt N.V Witfabr. Loosduinen als ook de G.J. v.d.Veen ’39. 
Het monument werd op 30 september 1939 onthuld op de kruising van de Waalstraat en de Noorder Amstellaan, in mei 1946 hernoemd in Churchill-laan. Bij de onthulling werden toespraken gehouden door onder anderen Johanna Petronella Odijk-Wouters van Vereniging voor Vrouwenkiesrecht, Elisabeth Baelde van de Nationale Vrouwenraad, Marie Heinen van het Nationaal Bureau voor Vrouwenarbeid en Willemijn Posthumus-van der Goot van Nederlandse Vereniging voor Vrouwenbelangen en Gelijk Staatsburgerschap. Niet veel later werd het beeld overgedragen aan de gemeente Amsterdam, die door middel van wethouder Emanuel Boekman vertegenwoordigd was en die ook een voordracht hield.

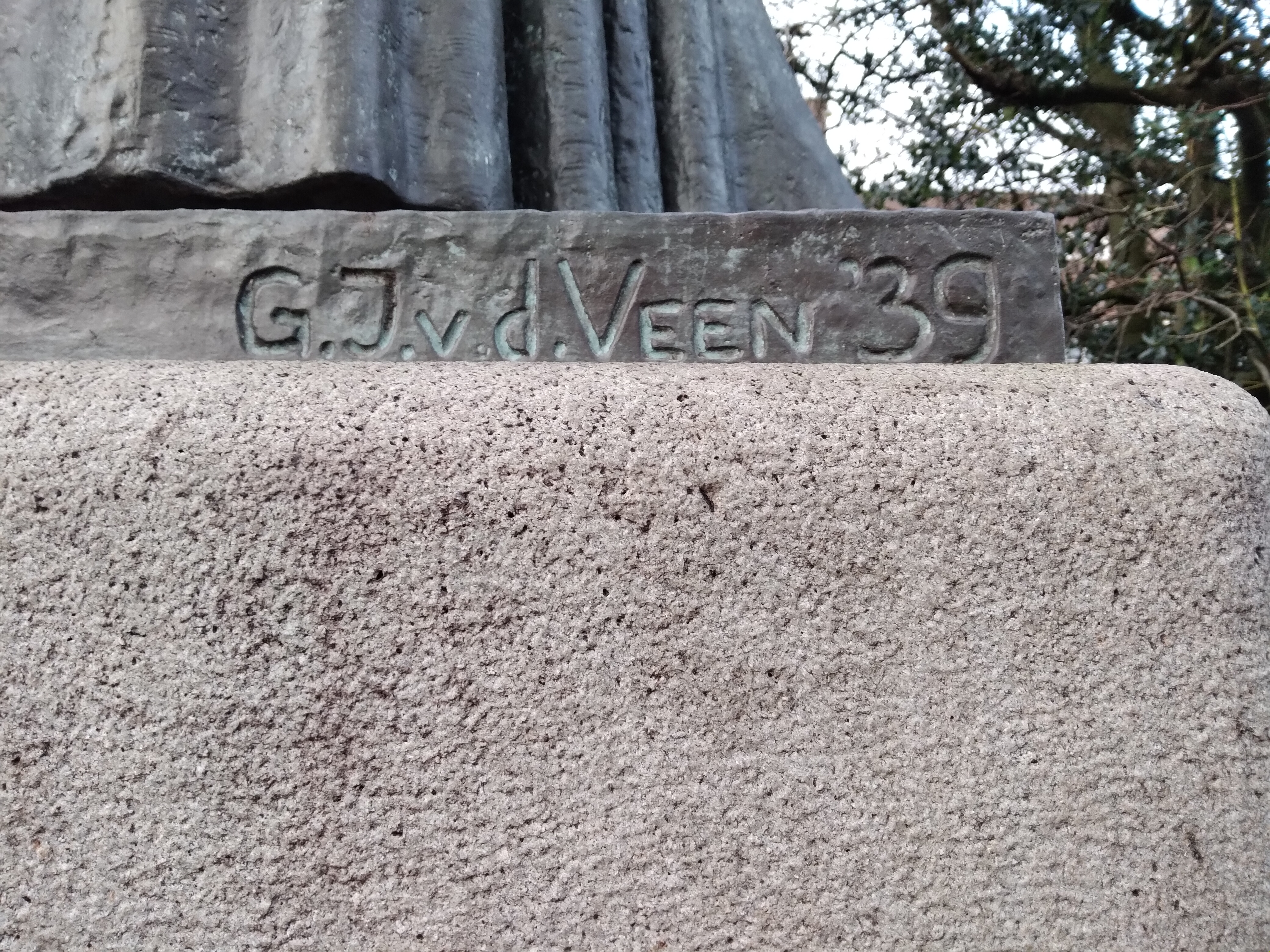
Signatuur van Van der Veen